# Мухор-Шибирка
Мухор-Шибирка (бур. Мухар Шэбэр) — село на западе Хилокского района Забайкальского края России, в составе сельского поселения «Закультинское».

## География
Село расположено на линии Забайкальской железной дороги, недалеко от реки Хилок, в 63 км от города Хилок.

## История
В конце XIX века в окрестностях современного села располагались несколько бурятских улусов. Село появилось в связи со строительством парового лесопильного завода. Разъезд долгое время назывался Вайкуличи. Жители занимались сельским хозяйством и обслуживанием железной дороги. В 1930—1960 годах в Мухор-Шибирке размещались усадьбы колхозов «Ударник», имени Н. С. Хрущёва, «Дружба». В 1990-х годах здесь действовало отделение совхоза «Сосновский».

## Население
Численность населения в 1989 году составляла 84 чел., в 2002 — 10, в 2011 — 2. Основное занятие жителей — сельскохозяйственное производство в КФХ.
| 2010 | 2021 |
| ---- | ---- |
| 2    | →2   |